# 尤怡
尤怡（1650年—1749年），字在涇，號拙吾，又號飼鶴山人。江蘇長洲（今江苏吴县）人。
早年家貧好学，能詩善文，鬻字于佛寺，时人谓其得「唐贤三昧」。後拜馬俶學醫。为人治病，多见奇效。馬俶說「吾今得一人，勝得千萬人」，師徒二人曾一起補校沈朗仲的《病機匯論》。
著有《金匱翼》、《傷寒論貫珠集》、《金匱心典集注》，《北田讀書錄》。